# Everything Is Changing
Everything Is Changing è il quarto album in studio della cantante olandese Anneke van Giersbergen, pubblicato a suo nome con il gruppo da lei fondato. Il disco è uscito nel 2012.

## Tracce
1. Feel Alive
2. You Want to Be Free
3. Everything Is Changing
4. Take Me Home
5. I Wake Up
6. Circles
7. My Boy
8. Stay
9. Hope, Pray, Dance, Play
10. Slow Me Down
11. Too Late
12. 1000 Miles Away from You

## Formazione
- Anneke van Giersbergen - voce, chitarre, tastiere, piano
- Daniel Cardoso - voce, piano, chitarre, basso
- Rob Snijders - batteria
- Dennis Leeflang - batteria (tracce 5, 9, 11)
- Ruud Jolie - chitarre (1, 2, 4, 7, 12)
- Ferry Duijsens - chitarre (9)
- Joost van Haaren - basso (2)
- René Markelbach - tastiere (9), piano (6)
- Camilla van der Kooij - violini (6)